# Humbu
Ne doit pas être confondu avec Wumvu.
Les Humbu ou Wuum  est un peuple de l’ouest de la république démocratique du Congo. Leur capitale est Lemba, une commune de Kinshasa. Ils sont maintenant assimilés aux Tékés, bien que ceux-ci les aient colonisés au XVIIIe siècle. Leur langue est proche du yaka.
Établis au bord du fleuve Congo, ils ont longtemps prospéré du commerce de l'Ivoire et du tissu.
Les terres qui leur appartiennent de façon coutumière sont : Lemba, Limete, Masina, Makala, Kintambo, Gombe (Kinshasa), Selembao, Binza, Lutendele et Benseke.
En 2008, leur chef coutumier est Matadi Kibala.

## Langue
Les Humbu parlent une langue teke, le wuumu ou kiwumbu.